# Oligota gymmusa
Oligota gymmusa är en skalbaggsart som beskrevs av Sharp 1908. Oligota gymmusa ingår i släktet Oligota och familjen kortvingar. Inga underarter finns listade i Catalogue of Life.